# Monflanquin
Monflanquin é uma comuna francesa na região administrativa da Nova Aquitânia, no departamento Lot-et-Garonne. Estende-se por uma área de 62,33 km². Em 2010 a comuna tinha 2 375 habitantes (densidade: 38,1 hab./km²).
Pertence à rede das As mais belas aldeias de França.